# Hamburger Flugzeugbau Ha 135
Hamburger Flugzeugbau Ha 135 – niemiecki samolot szkolny z lat 30. XX w.

## Historia
Samolot został opracowany w 1933 r. w ramach projektu na samolot szkolny dla odradzającej się Luftwaffe. Pozwalało to również firmie na doświadczenia w wytwarzaniu nowoczesnych konstrukcji mających zastosowania zarówno cywilne jak i wojskowe. Do realizacji tego projektu Walther Blohm, szef Hamburger Flugzeugbau GmbH, zaangażował konstruktorów Reinholda Mewesa i Viktora Maugscha, których pozyskał z firmy Heinkel. Na początku 1934 r. przystąpiono do budowy prototypu, który miał standardowy wówczas układ dwupłata ze stałym podwoziem. Była to pierwsza maszyna zbudowana w zakładach Hamburger Flugzeugbau.
Prototyp, oznaczony numerem zakładowym Wnr. 101 i znakami D-EXIL, został oblatany 28 kwietnia 1934 r. w Warnemünde. Za jego sterami zasiadł sam Ernst Udet. Drugi prototyp (Wnr. 102, D-EKEN) oblatał również Udet 17 lipca 1934 r. Drugi prototyp różnił się od pierwszego jedynie systemem połączenia lotek dolnego i górnego płata. Konstrukcję uznano na udaną i prace testowe zostały zakończone. Podjęto budowę seryjnych egzemplarzy, które w odróżnieniu prototypów miały wolnonośne usterzenie poziome.

## Konstrukcja
Jednosilnikowy, dwumiejscowy samolot szkolny w układzie dwupłatu.
Kadłub o przekroju owalnym, złożony z ramy wykonanej z rur stalowych i drewnianych podłużnic. Za drugą kabiną znajdował się bagażnik. Skrzydła o identycznej konstrukcji. Podwozie stałe z amortyzatorami olejowymi i usztywnione zastrzałami. Napęd zapewniał siedmiocylindrowy silnik gwiazdowy Siemens-Halske Sh 14 A napędzający dwułopatowe śmigło.